# گروه آپا
گروه آپا (انگلیسی: APA Group) شرکت مهمان‌نوازی ژاپنی است، که در سال ۲۰۰۶ تأسیس شد.